# アブロ 504
アブロ 504
アブロ 504K
- 用途：練習機、戦闘機、爆撃機
- 製造者：アブロ
- 運用者：イギリス陸軍航空隊、イギリス海軍航空隊ほか多数
- 初飛行：1913年7月
- 生産開始：1913年
- 運用開始：1913年
- 退役：1930年代

アブロ 504 (Avro 504) は、第一次世界大戦においてイギリス海軍航空隊、空軍で使用されたアブロ製の単発複座複葉機である。

## 概要
アブロ 504の原型は民間航空や練習機として開発されたアブロ 500である。
504は1913年7月にグノーム（→ノーム・ローン）モノスパブ80馬力を装備して初飛行した。同年11月には制式採用となり、イギリス陸軍航空隊、海軍航空隊が購入し、大戦勃発によりフランスに派遣された。11月21日には海軍航空隊所属の3機がベルフォールからコンスタンツ湖畔のフリードリヒスハーフェンにあるツェッペリン飛行船の基地攻撃に出撃した。作戦は成功し水素ガス工場が爆発炎上した。
前線の航空機としては直ぐに旧式化したが練習機としてJ型が生産され、最多量産機のK型はエンジンを換装され、1918年末までに8000機が生産された。1917年冬には旧式化したB.E.2cに替わりJ型、K型が空軍の本土防空部隊に配備された。この機体は単座型にし、プロペラ圏外の上翼上にルイス機関銃を装備しており、100馬力のグノームか110馬力のル・ローンエンジンに換装されている。274機のK型、J型が改造され1918年に8つの本土防空部隊に配備され、終戦時には226機が残存していた。
終戦後主力練習機として運用されていたが後に約300機が民間に払い下げられ、1930年代まで見ることができた。
1925年にはエンジンをブリストル ルシファー又はアームストロング・シドレー リンクスに換装した504Nが592機製造され、イギリス空軍で504Kに替わって使用された。ベルギー、ブラジル、チリ、デンマーク、ギリシャ、タイ、南アフリカに輸出され、ベルギー、デンマーク、カナダではライセンス生産が行われた。イギリス空軍所属機は1933年にアブロ チューターに置き換えられている。

## 日本での運用
日本海軍は1920年（大正9年）にアブロ社と本機の完成機の購入と製造権獲得の契約を締結し、同時に技師をアブロ社に派遣して製造技術を学ばせた。1921年（大正10年）にはイギリスよりセンピル教育団が来日したが、この際陸上型（504K)68機と水上型（504L)10機が持ち込まれた。持ち込まれた機体を用いて、航空機の操縦教育が行われた。その後1922年（大正12年）には広工廠で国産化を開始し、1923年（大正12年）11月に、その性能、実用性の高さからアブロ式練習機として制式採用された。生産は、陸上機型は主に中島で、水上機型は主に愛知で行われ、合計222機（280機という説もある）がライセンス生産された。昭和初期まで海軍の主力練習機として利用され、三式陸上初歩練習機が制式採用になるとともに順次退役していった。その後、多数の機体が払い下げられて、民間の航空学校で使用された。
なお、国産された本機の陸上型をL型、水上型をS型としているのは、中島における本機の社内呼称である。

## 性能諸元
アブロ 504S
- 全長: 6.30 m
- 翼幅: 10.97 m
- 全高: 3.17 m
- 翼面積: 30.00 m2
- 全備重量：1,500 kg
- 発動機: ル・ローン 回転式空冷星型9気筒
- 出力(離昇):120HP
- 最高速度: 144 km/h
- 上昇率: 1,000 m まで 5 分
- 実用上昇限度: 5,000 m
- 航続距離: 3 時間
- 乗員: 2 名